# Riky Marchesano
Ricardo Hernández Marchesano (Caracas; 21 de diciembre de 2000) conocido deportivamente como Riky Marchesano, es un futbolista Italio-venezolano. Juega de mediocentro en su equipo actual es el Europa Football Club de la Liga Nacional de Gibraltar.